# Godwin Zaki
Godwin Zaki là một cầu thủ bóng đá người Nigeria, thi đấu ở vị trí tiền đạo cho Enugu Rangers ở Nigeria Professional Football League. Trước đó anh thi đấu cho các câu lạc bộ ở Síp, Phần Lan và Malta. Anh là em trai của John Zaki. Anh được biết đến với sức mạnh và thể lực cùng với bóng. Vào tháng 1 năm 2017, anh nói rằng muốn ghi 30 bàn ở Nigeria Professional Football League 2017.